# Oswald Bertram Lower
Oswald Bertram Lower, född 1863 i Adelaide, död den 18 mars 1925 i Wayville, var en australisk kemist och apotekare som främst är känd för sina insatser inom entomologin, särskilt fjärilar. Hans samlingar finns bevarade på South Australian Museum.
Auktorsnamnet Lower kan användas för Oswald Bertram Lower i samband med ett vetenskapligt namn inom zoologin; se Wikipedia-artiklar som länkar till auktorsnamnet.